# She Used to Be My Girl
She Used to Be My Girl, llamado Ella era mi chica en España y Ella era mi amiga en Hispanoamérica, es el cuarto episodio perteneciente a la decimosexta temporada de la serie animada Los Simpson, emitido originalmente el 5 de diciembre de 2004. El episodio fue escrito por Tim Long y dirigido por Matthew Nastuk. Kim Cattrall fue la estrella invitada, interpretando a Chloe Talbot. En este episodio, una amiga de Marge devenida en reportera de un canal de cable visita Springfield y encandila a Lisa, lo que provoca los celos de su madre.

## Sinopsis
Todo comienza cuando la familia intenta darle una pastilla al perro, pero pronto se distraen con el ruido de unas camionetas de televisión atravesando las calles, incluida una de la cadena estadounidense de noticias Fox News (que luce un gran cartel con la inscripción "Bush Cheney 2004", y avanza con la música de fondo de We Are The Champions de Queen). Entre los reporteros se encuentra una vieja amiga de la secundaria de Marge, Chloe Talbot, quien le dice al alcalde Diamante preguntas capciosas, demostrando ser más valiente que sus colegas hombres.
Marge ve a su amiga en TV y se pone celosa de su éxito. Más tarde, se encuentran en la calle. Marge, avergonzada, confiesa de que nunca se había ido de Springfield, pero las dos están felices de verse nuevamente. Chloe va a cenar a la casa de los Simpson. Sus interesantes historias molestan a Marge e inspiran a Lisa, quien, otro día, va a cenar con Chloe.
En un flashback, se puede ver la historia de la amistad de Marge y Chloe: las dos eran reporteras para el diario escolar, pero luego de la escuela, Marge había decidido quedarse con su novio Homer, mientras que Chloe había dejado al suyo, Barney. Con todo el éxito de Chloe, Marge comienza a sentir un poco de resentimiento y arrepentimiento por su decisión, pero recibe palabras de apoyo de Homer. 
Cuando vuelven de la cena, Chloe invita a Lisa a una conferencia sobre los derechos de las mujeres, pero la niña necesitaría la autorización de Marge para poder asistir. Cuando llegan a la casa de los Simpson, se encuentran con Marge, ebria, quien está enojada ante lo tarde que habían llegado. Marge provoca a Chloe y esta comienza a pelearse con Marge.
Lisa decide ir a la conferencia con Chloe, pese a que Marge se lo había prohibido, y se escapa de la casa, con un poco de ayuda de Bart. Se esconde en el baúl del auto de Chloe. Mientras ella maneja hacia la conferencia, recibe una llamada de parte de su jefe, quien le pide que vaya a cubrir la historia de la erupción del volcán de Springfield. Lisa sale del baúl (para sorpresa de Chloe) y, en vez de estar en la conferencia, termina haciendo el papel de camarógrafa (ya que este había huido en cuanto vio la lava).
Marge y Homer van a la conferencia de mujeres en busca de Lisa, pero desde allí ven por televisión el informe en vivo de Chloe desde el volcán, con Lisa detrás de la cámara. Las cosas empeoran cuando Chloe y Lisa quedan cara a cara con la muerte, enfrentadas con la ardiente lava. Marge se va de la sala y llega al volcán, donde salta de piedra en piedra para salvar a Lisa. Momentos después, Barney desciende en su helicóptero para rescatar a Chloe, ya que había sido su novia.
Antes de finalizar, Lisa, en compañía de su familia, le pregunta a su madre sobre cómo pudo haber sido su vida si ella hubiese terminado siendo periodista. Marge se imagina reportando desde Lake Placid afirmando que el "Milagro sobre hielo" nunca sucedió, a lo cual ella regresa en sí y empieza a gritar, estupefacta.
Durante los créditos finales, se muestra un suceso alternativo al que tuvieron Lisa y Chloe durante la erupción del volcán, donde Chloe se preocupa por Lisa porque ella no quiere salir de la cajuela del auto de Chloe, por lo cual Lisa pide ayuda a Jesús, Buda y Bob Esponja los cuales, estaban en el cielo.